# 셔브룩 커네이디언스
| 셔브룩 커네이디언스 | |
| 콘퍼런스            | |
| 디비전              | 노스 디비전 (1984년~1990년) |
| 설립연도            | 1984년 |
| 해체연도            | 1990년 |
| 역사                | 몬트리올 보이저스 (1969년~1971년) 노바스코샤 보이저스 (1971년~1984년) 셔브룩 커네이디언스 (1984년~1990년) 프레더릭턴 커네이디언스 (1990년~1999년) 퀘벡 시타델스 (1999년~2002년) 해밀턴 불독스 (2002년~2014년) 세인트존스 아이스 캡츠 (2014년~현재) |
| 경기장              | 팔레 드 스포르 |
| 연고지              | 퀘벡주 셔브룩 |
| 상징색              | 빨강, 하양, 파랑 |
| 구단주              | |
| 단장                | |
| 감독                | |
| NHL 제휴            | |
| ECHL 제휴           | |
| 정규시즌 우승       | 3 (1987, 1989, 1990) |
| 콘퍼런스 우승       | |
| 디비전 우승         | 3 (1987, 1989, 1990) |
| 칼더 컵             | 1 (1985) |
| 영구 결번           | |

셔브룩 커네이디언스(영어: Sherbrooke Canadiens, 프랑스어: Canadiens de Sherbrooke 카나디앵 드 셰르부르크[*])는 캐나다 퀘벡주 셔브룩을 연고지로 하는 옛 아이스하키팀이다. 1984년부터 1990년까지 AHL 소속으로 있었다.
1990년 연고지를 뉴브런즈윅주 프레더릭턴(프레더릭턴 커네이디언스)로 이전했다.

## 역대 홈경기장
| 셔브룩 커네이디언스 |               |          |               |      |
| 경기장              | 사용기간      | 수용인원 | 장소          | 비고 |
| 팔레 드 스포르      | 1984년~1990년 | 3,646명  | 퀘벡주 셔브룩 | 빈칸 |